# Thanh Xuân Bắc
Thanh Xuân Bắc là một phường thuộc quận Thanh Xuân, thành phố Hà Nội, Việt Nam.

## Địa lý
Phường Thanh Xuân Bắc có địa giới hành chính:
- Phía đông giáp phường Thanh Xuân Trung
- Phía tây giáp quận Nam Từ Liêm
- Phía nam giáp phường Thanh Xuân Nam
- Phía bắc giáp phường Nhân Chính.

Phường Thanh Xuân Bắc có diện tích 49,42 ha (0,49 km2), dân số năm 2022 là 21.225 người, mật độ dân số đạt 42.948 người/km².

## Lịch sử
Phường Thanh Xuân Bắc được thành lập vào ngày 13 tháng 10 năm 1982 trên cơ sở tách 116 ha diện tích tự nhiên của 3 thôn, gồm thôn Phùng Khoang thuộc xã Trung Văn, thôn Cự Chính thuộc xã Nhân Chính (huyện Từ Liêm) và thôn Triều Khúc thuộc xã Tân Triều (huyện Thanh Trì). Khi mới thành lập, phường trực thuộc quận Đống Đa.
Ngày 22 tháng 11 năm 1996, phường Thanh Xuân Bắc chuyển sang trực thuộc quận Thanh Xuân mới thành lập. Đồng thời, một phần diện tích và dân số của phường Thanh Xuân Bắc được tách ra để thành lập phường Thanh Xuân Nam.